# Beach volley ai XVIII Giochi dei piccoli stati d'Europa
Le competizioni di beach volley ai XVII Giochi dei piccoli stati d'Europa si sono svolte dal 28 maggio al 1º giugno 2019.

## Podi
| Evento           | Oro     | Argento    | Bronzo        |
| Torneo maschile  | Andorra | Cipro      | Lussemburgo   |
| Torneo femminile | Cipro   | Montenegro | Liechtenstein |